# Валкський район
Валкський район (латис. Valkas rajons) — район Латвії. Межує з Алуксненським, Гулбенським, Цесіським районами Латвії та Естонією.
Адміністративний центр району — місто Валка.
Площа району — 2 440 км².

## Відомі особистості
У районі народився:
- Ґайдіс Зейботс (* 1945) — латвійський військовики.